# ロシア文化省
ロシア連邦文化省（ロシアぶんかしょう、露: Министерство культуры Российской Федерации, 略称： Минкультуры России）は、ロシアの中央官庁のひとつ。芸術、映像、メディア、マスコミュニケーション、公文書、国際文化関係などの文化政策を管轄している。

## 歴史
組織としてはソ連時代の1953年よりソ連文化省 が存在しており 、ソ連崩壊にともない1992年にロシア連邦政府の官庁となった。たびたび名称は変遷しており、1992年3月から9月までロシア文化・観光省。その後はロシア連邦文化省を名乗っていたが、2004年3月の組織改編によりロシア連邦文化コミュニケーション省となった。しかし2008年5月12日の大統領令によって再び現在の名称であるロシア連邦文化省となった。
ウラジーミル・プーチンが大統領に返り咲き、2012年5月に成立したドミートリー・メドヴェージェフ内閣では、ウラジーミル・メジンスキーが文化相に就任した。

## 歴代大臣
| 組織名                   | 氏名                 | 在任期間                | 備考                        |
| ------------------------ | -------------------- | ----------------------- | --------------------------- |
| 文化省                   | ユーリー・ソローミン | 1990 - 1992             |                             |
| 文化・観光省             | E・シドロフ          | 1992.3.27. - 1997.8.28. | 1992年9月30日に文化省へ改称 |
| 文化省                   | N・デメンチエワ      | 1997.8.28. - 1998.9.30. |                             |
| 文化省                   | V・エゴロフ          | 1998.9.30. - 2000.2.8.  |                             |
| 文化省                   | M・シュヴィドコイ    | 2000.2.8. - 2004.3.9.   |                             |
| 文化コミュニケーション省 | A・ソコロフ          | 2004.3.9. - 2008.5.12.  |                             |
| 文化省                   | A・アヴデーエフ      | 2008.5.12. - 2012.5.21. |                             |
| 文化省                   | V・メジンスキー      | 2012.5.22. - 2020.1.20  |                             |
| 文化省                   | O・リュビモヴァ      | 2020.1.21. - 現職       |                             |